# 에밀 리트레
에밀 막시밀리앙 폴 리트레(Émile Maximilien Paul Littré, 1801년 2월 1일~1881년 6월 2일)는 프랑스의 사전 편찬자, 프리메이슨, 철학자이며, 일반적으로 le Littré로 불리는 프랑스어 사전으로 가장 잘 알려져 있다.

## 생애
리트레는 파리에서 태어났다. 그의 아버지 미셸-프랑수아 리트레는 프랑스 해군에서 포수였으며, 나중에 해병대 포병의 병조장이었으며, 당시의 혁명적인 사상에 깊이 물들어 있었다. 세금 징수원으로 정착한 그는 자신과 같은 자유사상가인 소피 조아노와 결혼하여 아들 에밀의 교육에 전념했다. 소년은 리세 루이르그랑에 보내졌고, 그곳에서 루이 아셰트와 외젠 뷔르누프가 그의 친구가 되었다. 리세에서 학업을 마친 후, 그는 어떤 직업을 선택해야 할지 망설였지만, 영어와 독일어, 고전 및 산스크리트어 문학, 그리고 문헌학을 숙달하는 데 전념했다.
그는 마침내 1822년에 의학을 공부하기로 결정했다. 그는 모든 시험을 제때 통과했으며, 1827년 아버지가 돌아가시고 어머니가 무일푼이 되자 학위를 따기 위해 논문만 준비하면 되었다. 그는 의학에 대한 깊은 관심에도 불구하고 즉시 학위 취득을 포기하고, 피에르 프랑수아 올리브 라예의 강의를 들으면서 생계를 위해 라틴어와 그리스어를 가르치기 시작했다. 그는 1830년 7월 혁명 동안 인민주의자들을 위해 병사로 복무했으며, 샤를 10세를 랑부예로 따라간 국민위병의 일원이었다. 1831년에 그는 《르 나시오날》의 편집자 아르망 카렐에게 소개되었고, 카렐은 그에게 영어와 독일어 신문에서 발췌문을 읽는 일을 맡겼다. 우연히 1835년에 카렐은 리트레의 작가적 재능을 발견했고, 그 이후로 그는 꾸준히 그 저널에 기고했으며, 결국 편집장이 되었다.
1836년에 리트레는 《두 세계의 평론》에 다양한 주제에 대한 글을 기고하기 시작했으며, 1837년에 결혼했다. 1839년에는 그의 히포크라테스 전집의 첫 권이 출판되었다. 이 작품의 뛰어난 질 덕분에 그는 같은 해에 금석문·문예 아카데미 회원으로 선출되었다. 그는 오귀스트 콩트의 작품을 접하게 되었고, 이 작품을 읽은 것이 스스로 말했듯이 "그의 삶의 핵심"이 되었다. 이때부터 실증주의의 영향이 그의 삶에 미쳤으며, 더욱 중요한 것은 그가 실증주의에 영향을 미쳐 이 철학으로부터 받은 만큼을 주었다는 것이다. 그는 곧 콩트의 친구가 되었고, 실증주의 철학에 관한 수많은 저작을 통해 그의 사상을 대중화했다. 그는 1862년까지 히포크라테스의 저작을 번역하고 출판하는 작업을 계속했으며, 플리니우스의 《박물지》와 유사한 판본을 출판했다. 1844년 이후 그는 클로드 샤를 포리엘의 뒤를 이어 《프랑스 문학사》 편찬 위원회에서 초기 프랑스어 및 문학에 대한 그의 지식이 매우 유용하게 활용되었다.

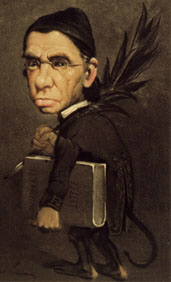
에밀 리트레가 그의 "프랑스어 사전" 한 권을 들고 있는 캐리커처

리트레는 1844년경부터 그의 위대한 프랑스어 사전 작업을 시작했으며, 이는 30년 후에야 완성되었다. 그는 1848년 7월 혁명에 참여했고, 1849년 6월에는 극단적인 공화당 진압에 참여했다. 이 시기에 《르 나시오날》에 기고한 그의 에세이들은 모아져 1852년에 《보존, 혁명, 실증주의》라는 제목으로 출판되었으며, 콩트가 주장한 모든 교리들을 철저히 수용하고 있음을 보여준다. 그러나 스승의 말년에 그는 친구이자 스승의 모든 독단이나 신비주의적인 사상을 완전히 받아들일 수 없다는 것을 깨닫기 시작했다. 그는 자신의 의견 차이를 숨겼고, 콩트는 자신의 제자가 자신을 능가했다는 것을 알지 못했다. 마치 그 자신이 스승인 앙리 드 생시몽을 능가했듯이 말이다.
1858년 콩트의 죽음은 리트레를 스승과의 관계가 틀어질지도 모른다는 어떤 두려움에서도 해방시켰다. 그는 1859년에 《실증 철학의 말씀》에서 자신의 사상을 발표했다. 4년 후, 그는 더 긴 저작인 《오귀스트 콩트와 실증 철학》을 출판했는데, 이 책은 콩트의 사상의 기원을 튀르고, 칸트, 생시몽을 통해 추적했다. 이 작품은 콩트의 삶, 그의 철학 방법, 대의에 대한 그의 위대한 봉사, 그리고 그의 작품의 영향력을 칭찬하고, 그 자신과 콩트가 어디에서 다른지를 보여준다. 그는 콩트의 철학, 그의 위대한 사회 법칙, 그리고 그의 철학적 방법을 전적으로 승인했으며, 실제로 그는 존 스튜어트 밀에 대해 이를 열렬히 옹호했다. 그러나 그는 자신은 실증 철학을 믿지만, "인류의 종교"는 믿지 않는다고 말했다.
1863년경, 히포크라테스와 플리니우스 번역을 마친 후 그는 프랑스 사전 작업에 본격적으로 착수했다. 그는 아카데미 프랑세즈에 가입하라는 초청을 받았지만, 《가족의 아버지에게 경고》라는 저서에서 그를 프랑스 유물론자들의 우두머리로 비난했던 오를레앙의 주교 펠릭스 뒤파늘루프와 연관되고 싶지 않아 거절했다. 이 시기에 그는 또한 그레고리 위루보프와 함께 현대 실증주의자들의 견해를 담은 잡지인 《실증 철학 평론》을 시작했다.

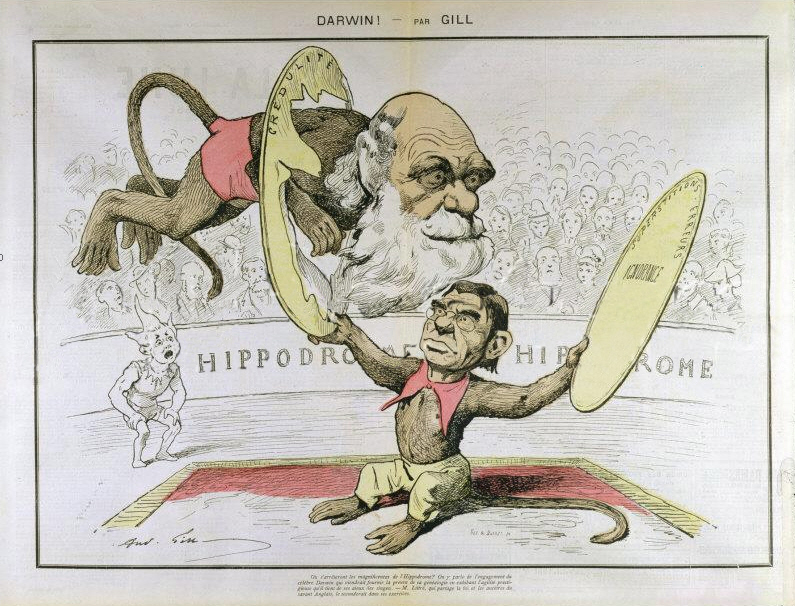
에밀 리트레와 찰스 다윈이 신뢰, 미신, 오류, 무지를 깨부수는 곡예하는 원숭이로 묘사된 캐리커처. 앙드레 질 작.

그리하여 그의 삶은 프랑스 제2제국을 전복시킨 사건이 그를 정치에 참여하게 할 때까지 문학 작품에 몰두했다. 그는 파리 공방전의 고난을 겪기에는 너무 늙었다고 느끼고 가족과 함께 브르타뉴반도로 물러났다. 그는 레옹 강베타의 부름을 받아 보르도에서 역사 강의를 했고, 그 후 센 데파르트망에 의해 선출된 의석을 차지하기 위해 베르사유로 갔다. 1871년 12월, 뒤파늘루프 주교의 거듭된 반대에도 불구하고 그는 아카데미 프랑세즈 회원으로 선출되었고, 뒤파늘루프는 그를 받아들이기보다 자신의 자리를 사임했다.
리트레의 프랑스어 사전은 약 30년간의 작업 끝에 1873년에 완성되었다. 초고는 415,636장으로 작성되었으며, 천 장씩 묶음으로 포장되어 리트레의 메닐-르-루아 자택 지하실을 가득 채운 8개의 흰색 나무 상자에 보관되었다. 이 기념비적인 노력은 각 단어가 과거에 가졌던 다양한 의미를 바탕으로 권위 있는 정의와 용례 설명을 제공했다. 아셰트에서 출판되었을 때, 이 사전은 당시 프랑스어에 대한 가장 큰 사전 편찬 작업이었다.
1874년에 리트레는 프랑스 제3공화국의 종신 상원의원으로 선출되었다. 이 시기 그의 가장 주목할 만한 저작들은 공화국에 반대하는 오를레앙파와 정통왕당파의 연합을 공격하고 폭로한 정치 논문들; 그의 많은 옛 글과 책들을 재출판한 것들, 그 중에는 1852년의 《보존, 혁명, 실증주의》(그는 이 책을 한 글자도 바꾸지 않고 재인쇄했으며, 그 안에 담긴 많은 콩트주의 교리들을 공식적으로, 단정적으로 부인하는 부록을 달았다); 그리고 《마지막으로》라는 작은 소책자가 있는데, 이 책에서 그는 유물론 철학에 대한 자신의 변함없는 신념을 유지했다.
1875년에 그는 프리메이슨 지부인 라 클레망트 아미티에(그랑 오리앙 드 프랑스)에 가입 신청을 했다. 1000명의 프리메이슨 앞에서 최고 존재의 존재를 믿느냐는 질문을 받았을 때, 그는 다음과 같이 대답했다. 인용 틀이 비었음 (도움말)
리트레가 오래 살지 못할 것이 분명해지자, 항상 열렬한 가톨릭 신자였던 그의 아내와 딸은 그를 자신들의 종교로 개종시키려 노력했다. 그는 유명한 논쟁가인 루이 미예리오 신부와 생오귀스탱 교회의 유명한 아베 앙리 위블랭와 오랜 논의를 벌였고, 그들은 그의 죽음에 매우 비통해했다. 리트레가 죽음에 임박했을 때, 그는 개종하여 아베에게 세례를 받았으며, 그의 장례식은 로마 가톨릭 교회의 의식으로 치러졌다. 리트레는 파리의 몽파르나스 묘지에 묻혔다.

## 저작

### 번역 및 재편집
- 히포크라테스 전집 번역 (1839–1863)
- 플리니우스의 자연사 번역 (1848–1850)
- 슈트라우스의 예수의 삶 번역 (1839–1840)
- 뮐러의 생리학 교본 번역 (1851)
- 아르망 카렐의 정치 저작 재편집 (주석 포함) (1854–1858)

### 사전 및 언어 관련 저작
- 피에르 위베르 니스트인의 의학, 외과 사전 등 재판 (샤를-필리프 로뱅과 함께) (1855)
- 프랑스어사 (잡지 기사 모음) (1862)
- 프랑스어 사전 ("르 리트레") (1863–1873)
- 나는 어떻게 사전을 만들었는가 (1880)

### 철학
- 오귀스트 콩트 씨의 실증 철학 강좌에 대한 합리적 분석 (1845)
- 실증 철학의 정부 적용 (1849)
- 보존, 혁명, 실증주의 (1852, 2판, 보충 포함, 1879)
- 실증 철학의 말씀 (1859)
- 오귀스트 콩트와 실증 철학 (1863)
- 철학적 관점에서 본 과학 (1873)
- 현대 철학과 사회학 단편 (1876)

### 기타 저작
- 연구와 수집 (1880)
- 알렉산더 대왕의 죽음에 대한 진실 (1865)
- 야만인과 중세에 대한 연구 (1867)
- 의학과 의사 (1871)
- 문학과 역사 (1875)
- 아카데미 프랑세즈 입회 연설 (1873)

## 더 읽어보기
- (프랑스어) 장 앙뷔르제, Monsieur Littré, 플라마리옹, 파리, 1988